# Silvia Chivás
Silvia Chivás Baró (ur. 10 września 1954 w Guantánamo) – kubańska lekkoatletka specjalizująca się w biegach sprinterskich, uczestniczka igrzysk olimpijskich w latach 1972 i 1976, dwukrotna brązowa medalistka z 1972 r. z Monachium (w biegu na 100 metrów oraz w sztafecie 4 × 100 metrów).

## Finały olimpijskie
- 1972 – Monachium, bieg na 100 m – brązowy medal
- 1972 – Monachium, sztafeta 4 × 100 m – brązowy medal

## Inne osiągnięcia
- 1971 – Cali, igrzyska panamerykańskie – srebrny medal w sztafecie 4 × 100 m i brązowy medal w biegu na 100 m
- 1971 – Kingston, mistrzostwa Ameryki Środkowej i Karaibów – dwa srebrne medale, w biegach na 100 m i 200 m
- 1973 – Maracaibo, mistrzostwa Ameryki Środkowej i Karaibów – dwa złote medale, w biegach na 100 m i 200 m
- 1974 – Santo Domingo, mistrzostwa Ameryki Środkowej i Karaibów – srebrny medal w biegu na 100 m
- 1975 – Meksyk, igrzyska panamerykańskie – srebrny medal w sztafecie 4 × 100 m
- 1977 – Sofia, uniwersjada – dwa medale: złoty w biegu 200 m oraz brązowy w biegu na 100 m
- 1977 – Ponce, mistrzostwa Ameryki Środkowej i Karaibów – dwa złote medale, w biegach na 100 m i 200 m
- 1978 – Medellín, mistrzostwa Ameryki Środkowej i Karaibów – dwa złote medale, w biegach na 100 m i 200 m
- 1979 – San Juan, igrzyska panamerykańskie – brązowy medal w sztafecie 4 × 100 m

## Rekordy życiowe
- bieg na 100 metrów – 11,18 – Monachium 01/09/1972